# Amniataba percoides
Amniataba percoides és una espècie de peix pertanyent a la família dels terapòntids.

## Descripció
- Pot arribar a fer 18 cm de llargària màxima (normalment, en fa 11).[6][7]

## Reproducció
La maduresa sexual és assolida en arribar als 7,5-9 cm de llargària i la reproducció té lloc entre l'agost i el març. Les femelles, molt fecundes, ponen ous demersals.

## Alimentació
Menja insectes, crustacis i algues.

## Depredadors
És depredat per Acrochordus arafurae.

## Hàbitat
És un peix d'aigua dolça, potamòdrom, bentopelàgic i de clima tropical (22 °C-28 °C).

## Distribució geogràfica
És un endemisme d'Austràlia.

## Observacions
És inofensiu per als humans i una espècie popular en aquariofília a Singapur, tot i que és agressiu envers altres peixos dins d'un mateix aquari.